# Çinarlı (Qax)
Çinarlı è un comune dell'Azerbaigian situato nel distretto di Qax. Conta una popolazione di 415 abitanti.